# Річард Прайор
Річард Прайор (англ. Richard Pryor; 1 грудня 1940 — 10 грудня 2005) — американський актор.

## Біографія
Річард Прайор народився 1 грудня 1940 року в Пеорії, штат Іллінойс. Батько Лерой Прайор, мати Гертруда Томас, була повією. Коли Річарду було 10 років, мати залишила його під опікою бабусі. У 14 років він був виключений зі школи і почав заробляти різними способами. З 1958 по 1960 Річард Прайор служив в армії США, там він виступав в аматорських театральних постановках. Після армії почав співати в невеликих клубах, потім виступати коміком.
У 1980 році Річард Прайор випадково підпалив себе під час вживання креку, ледь переживши важкі опіки.
10 грудня 2005 року, у віці 65 років Річард Прайор помер від серцевого нападу.

## Особисте життя
Прайор був одружений сім разів з п'ятьма жінками та мав сімох дітей від шести жінок.
Через дев'ять років після смерті Прайора, у 2014 році, у біографічній книзі Скотта Сола «Становлення Річарда Прайора» зазначалося, що Прайор «визнав свою бісексуальність». У 2018 році Квінсі Джонс та вдова Прайора Дженніфер Лі заявили, що Прайор мав сексуальні стосунки з актором Марлоном Брандо, та що Прайор був відвертим зі своїми друзями щодо своєї бісексуальності та того факту, що він спав з чоловіками.

## Фільмографія
| Рік  |   | Українська назва               | Оригінальна назва                  | Роль                                  |
| ---- | - | ------------------------------ | ---------------------------------- | ------------------------------------- |
| 1966 | с | Дикий дикий захід              | The Wild Wild West                 | Віллар                                |
| 1969 | с | Молоді юристи                  | The Young Lawyers                  | Отіс Такер                            |
| 1972 | с | Загін «Стиляги»                | The Mod Squad                      | Кет Гріффін                           |
| 1972 | ф | Леді співає блюз               | Lady Sings the Blues               | піаніст                               |
| 1973 | ф | Удар                           | Hit!                               | Майк Вілмер                           |
| 1978 | ф | Каліфорнійський готель         | California Suite                   | доктор Чаунсі Гамп                    |
| 1979 | ф | Фільм Маппетів                 | The Muppet Movie                   | Баллун Вендор                         |
| 1980 | ф | Все про Мойсея                 | Wholly Moses!                      | фараон                                |
| 1982 | ф | Іграшка                        | The Toy                            | Джек Браун                            |
| 1983 | ф | Супермен 3                     | Superman III                       | Гас Горман                            |
| 1985 | ф | Мільйони Брюстера              | Brewster's Millions                | Монтгомері Брюстер                    |
| 1986 | ф | Джо Джо Танцюрист, життя кличе | Jo Jo Dancer, Your Life Is Calling | Джо Джо Танцюрист                     |
| 1987 | ф | Критичний стан                 | Critical Condition                 | Едді Ленаган / доктор Кевін Слейттері |
| 1989 | ф | Нічого не бачу, нічого не чую  | See No Evil, Hear No Evil          | Воллі Кару                            |
| 1993 | с | Мартін                         | Martin                             | Річард Прайор                         |
| 1995 | с | Надія Чикаго                   | Chicago Hope                       | Джо Спрінгер                          |
| 1996 | ф | Час скажених псів              | Mad Dog Time                       | Джиммі Могильщик                      |
| 1996 | с | Малкольм та Едді               | Malcolm & Eddie                    | дядько Бак                            |
| 1997 | ф | Загублене шосе                 | Lost Highway                       | Арні                                  |
| 1999 | с | Шоу Норма                      | The Norm Show                      | містер Джонсон                        |